# Hipergraf

Przykładowy hipergraf

Hipergraf – rozszerzenie pojęcia grafu. Jego krawędzie, nazywane hiperkrawędziami, mogą być incydentne do dowolnej liczby wierzchołków.
Pojęcie hipergrafu pojawiło się w drugiej połowie ubiegłego stulecia. W 1973 roku francuski matematyk Claude Berge opublikował monografię „Grafy i hipergrafy”, w której sformalizował oraz ujednolicił podstawowe definicje dotyczące teorii hipergrafów.

## Definicje

### Hipergraf
Hipergraf definiuje uporządkowana para {\displaystyle H=(V,E),}
gdzie:
- {\displaystyle V} jest dowolnym, niepustym zbiorem wierzchołków;
- {\displaystyle E} jest zbiorem krawędzi hipergrafu, czyli podzbiorem zbioru P(V) wszystkich możliwych niepustych zbiorów, których elementy należą do {\displaystyle V.}

Przykładowy hipergraf {\displaystyle H_{1}} zawiera sześć wierzchołków {\displaystyle V=\{v_{1},v_{2},v_{3},v_{4},v_{5},v_{6}\}} oraz trzy hiperkrawędzie: {\displaystyle E=\{E_{1},E_{2},E_{3}\}.} Dwie hiperkrawędzie są incydentne do trzech wierzchołków: {\displaystyle E_{1}=\{v_{1},v_{2},v_{6}\},} {\displaystyle E_{2}=\{v_{2},v_{3},v_{4}\},} natomiast trzecia krawędź jest incydentna do dwóch wierzchołków: {\displaystyle E_{3}=\{v_{5},v_{6}\}.}

### Macierz incydencji
Macierz incydencji, jest jedną z najpopularniejszych i najwygodniejszych metod reprezentacji hipergrafu. W macierzy incydencji wiersze odpowiadają krawędziom, a kolumny wierzchołkom hipergrafu. Jeśli element macierzy jest równy 1, to {\displaystyle i}-ta krawędź jest incydentna do {\displaystyle j}-tego wierzchołka. W przeciwnym przypadku element ten jest równy 0.
Przykładowa macierz incydencji dla hipergrafu {\displaystyle H_{1}{:}}
{\displaystyle A_{1}=\left[{\begin{matrix}1&1&0&0&0&1\\0&1&1&1&0&0\\0&0&0&0&1&1\end{matrix}}\right]}

### Hipergraf dualny
Dla każdego hipergrafu {\displaystyle H=(V,E)} istnieje hipergraf dualny {\displaystyle H^{*}=(E,V),} którego krawędzie odpowiadają wierzchołkom hipergrafu {\displaystyle H,} natomiast wierzchołki – krawędziom. Macierz incydencji {\displaystyle A^{*}} hipergrafu dualnego {\displaystyle H^{*}} jest transponowaną macierzą hipergrafu {\displaystyle H.} Analogicznie, macierz {\displaystyle A} jest transponowaną macierzą {\displaystyle A^{*}.} Ponadto zachodzi twierdzenie:
{\displaystyle \left(H^{*}\right)^{*}=H.}
Przykładowa macierz {\displaystyle A_{1}^{*}} hipergrafu dualnego do hipergrafu {\displaystyle H_{1}{:}}
{\displaystyle A_{1}^{*}=\left[{\begin{matrix}1&0&0\\1&1&0\\0&1&0\\0&1&0\\0&0&1\\1&0&1\end{matrix}}\right]}